# Trypanosoma blenniclini
Trypanosoma blenniclini is een soort in de taxonomische indeling van de Euglenozoa. Deze micro-organismen zijn eencellig en meestal rond de 15-40 micrometer groot. Het organisme komt uit het geslacht Trypanosoma en behoort tot de familie Trypanosomatidae. Trypanosoma blenniclini werd in 1930 ontdekt door Fantham.